# Norsk Farmasihistorisk Museum

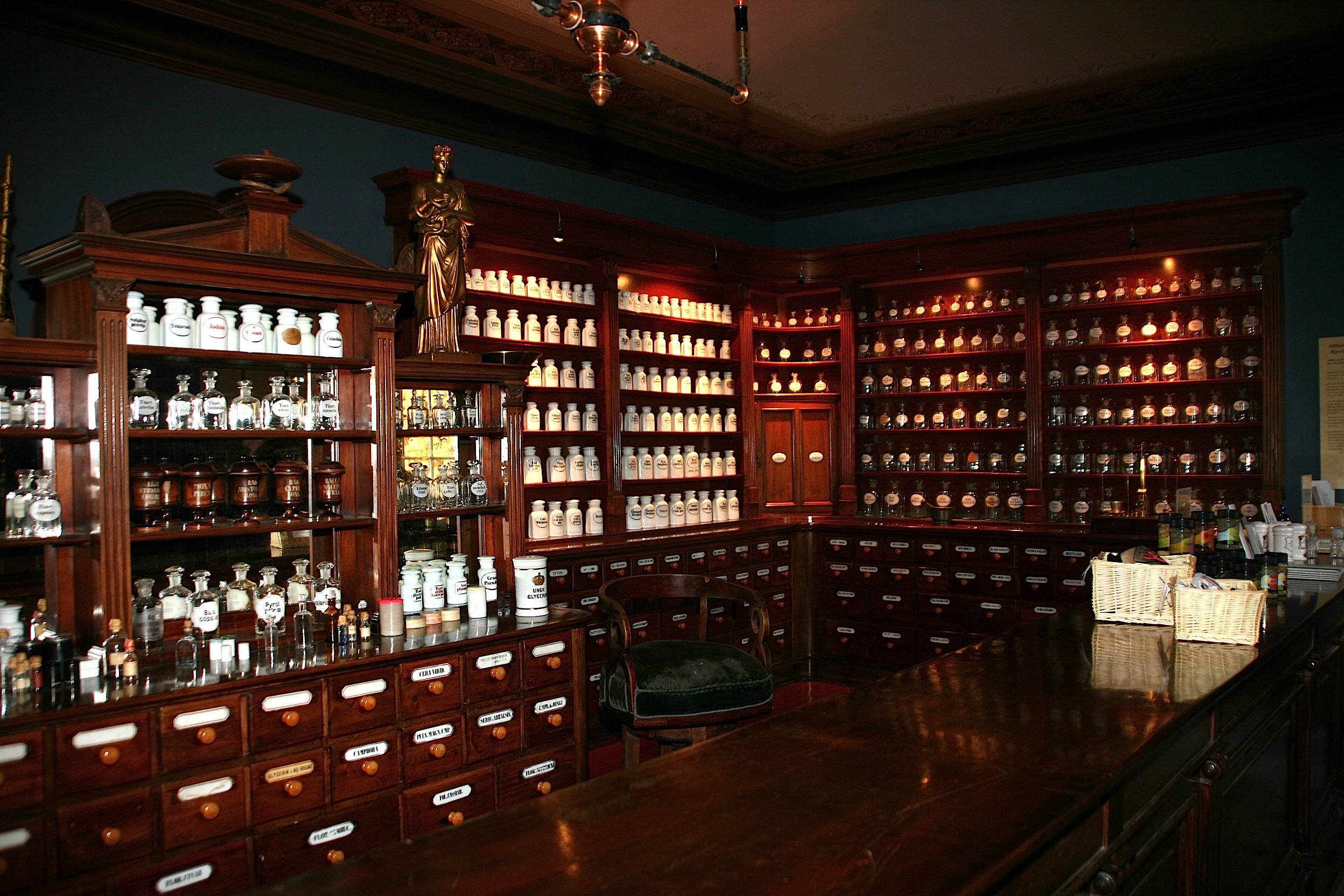
Interiör från Apoteket Hjorten i Oslo, nu på Farmasihistorisk museum på Folkemuseet på Bygdøy.

Norsk Farmasihistorisk Museum stiftades 1963, men det bygger på en äldre samling. Dagens museum öppnades 1974 och har objekt, inventeringar och litteratur som är insamlad från hela Norge.
Museet håller till i Generalitetsgården, en privatbostad från Christiania uppförd 1714. Den revs 1918 och har sedan återuppbyggts på Norsk Folkemuseum på Bygdøy. Hörnrummen på första och andra våningen och en trappuppgång är från den ursprungligen byggnaden. Offisinet från Apoteket Hjorten i Oslo är rekonstruerat i museet. Det visar ett stadsapotek från 1860-talet.